# لانغا ديل كاستيو
بلدية لانغا ديل كاستيو (بالإسبانية: Langa del Castillo) هي بلدية تقع في مقاطعة سرقسطة التابعة لمنطقة أراغون شمال شرق إسبانيا.

## الديموغرافيا
بلغ عدد سكان بلدية لانغا ديل كاستيو 145 نسمة عام 2011 (وفقاً للمعهد الوطني الإسباني للإحصاء).
| 190 | 190 | 183 | 164 | 154 | 152 | 145 |